# Тундра Трансантарктичних гір
Тундра Трансантарктичних гір — антарктичний екорегіон тундри, розташований в Антарктиді.

## Географія
Екорегіон тундри Трансантарктичних гір охоплює вільні від постійного льоду ділянки, розташовані у Трансантарктичних горах. Це один з найдовших гірських хребтів на Землі, який простягається на 3500 км від моря Росса до моря Ведделла через центральну частину Антарктиди, утворюючи природний бар'єр між Західною та Східною Антарктидою. Вільні від льоду ділянки екорегіону являють собою нунатаки — поодинокі скелясті гірські вершини, що підіймаються над поверхнею льодовика. Найвищою вершиною Трансантарктичних гір є гора Кіркпатріка заввишки 4528 м. Середня висота екорегіону становить 1700 м над рівнем моря, а 25 % території регіону розташовані на висоті понад 2000 м над рівнем моря. Це найбільший за площею екорегіон Антарктиди, розташований найближче до Південного полюса.

## Клімат
У суворих і непривітних Трансантарктичних горах переважає дуже холодний клімат льодовикової шапки (EF за класифікацією кліматів Кеппена), найхолодніший серед усіх екорегіонів Антарктиди. Середня температура взимку тут становить від -37 °C до -30 °C, а влітку — від -21 °C до -17 °C. Трансантарктичні гори лежать на південь від Південного полярного кола. Влітку тут триває полярний день, а взимку — полярна ніч.

## Флора і фауна
Через суворий клімат та віддаленість екорегіону його біорізноманіття є дуже низьким і переважно представлене мікробами. У Трансантарктичних горах зареєстровано 4 види мохів та 33 види лишайників. В ході дослідження гір Дарвіна, які є частиною Трансантарктичних гір, було виявлено кліщів (Stereotydeus), нематод (Scottnema lindsayae), тихоходів та коловерток, однак загалом різноманіття безхребетних тварин є дуже низьким. Серед поширених в екорегіоні безхребетних слід відзначити кліщів Nanorchestes antartcticus та колембол Anurophorus subpolaris і Tullbergia medianantarctica. Через внутрішній характер екорегіону гніздові колонії пінгвінів тут відсутні. Гніздування інших птахів, таких як антарктичні буревісники (Thalassoica antarctica) та антарктичні поморники (Stercorarius maccormicki), в регіоні також не було зареєстровано.

## Збереження
Територія екорегіону перебуває під захистом Протоколу про охорону навколишнього середовища згідно Договору про Антарктику. Хоча у внутрішніх районах Антарктиди є кілька наукових станцій, більшість з них побудовані на Антарктичному льодовиковому щиті, а в Трансантарктичних горах постійні споруди відсутні. Епізодично до регіону відправляються наукові експедиції, а туристи відвідують Трансантарктичні гори дуже рідко. Єдина особлива антарктична природоохоронна територія в екорегіоні включає долину Девіс та замерзле озеро Форлідас (ASPA-119). Ця територія вирізняється унікальними прісноводними екосистемами, найпівденнішими у світі.